# Pamir (rzeka)
Pamir – rzeka we wschodnim Tadżykistanie i w północno-zachodnim Afganistanie. Wypływa z górskiego jeziora Zurkul na wysokości 4130 m n.p.m. w południowym Pamirze. Płynie na zachód, po północnej stronie pasma Gór Wachańskich. Na zachodnim krańcu tego pasma łączy się z rzeką Wachan, tworząc Pandż. Rzeka Pamir stanowi granicę tadżycko-afgańską na odcinku tzw. korytarza wachańskiego.